# Ласки, Джесси
Джесси Луис Ласки (англ. Jesse Louis Lasky; 13 сентября 1880, Сан-Франциско — 13 января 1958, Беверли-Хиллз) — американский кинопродюсер, который вместе с Адольфом Цукором основал киностудию Paramount Pictures. Отец сценариста Джесси Л. Ласки — младшего.
Джесси Ласки — один из основателей Академии кинематографических искусств и наук.

## Биография
Родился в Сан-Франциско в еврейской семье из России. Его отец, Исаак Лаский, владел обувным магазином, мать Сара Платт была домохозяйкой. Сменил много работ, но свою карьеру в индустрии развлечений начал с водевилей, что впоследствии привело его в кинобизнес. Его сестра Бланш вышла замуж за Сэмюэла Голдвина, и в 1913 году Ласки, Голдвин, Сесил Б. Де Милль и Оскар Апфель основали кинокомпанию Jesse L. Lasky Feature Play Company. Стесненные в средствах, они арендовали сарай недалеко от Лос-Анджелеса, где сделали первый голливудский художественный фильм «Муж индианки». В этом сарае, известном сегодня как «Амбар Ласки — Де Милля», расположен ныне Музей голливудского наследия.
В 1916 году их компания слилась с Famous Players Film Company Адольфа Цукора, образовав «Famous Players-Lasky Corporation». В 1920 году ими была построена большая студия в Астории, Нью-Йорк, теперь известная как «Асторийская студия Кауфмана». В 1927 году Ласки был одним из тридцати шести основателей американской Академии кинематографических искусств и наук.
Из-за финансовых проблем, возникших в отрасли в результате Великой депрессии, Famous Players Film Company в 1933 году вошла в конкурсное производство. Джесси Ласки для производства фильмов затем сотрудничал с Мэри Пикфорд, но спустя несколько лет она расторгла деловые отношения. Ласки затем работал продюсером на одной из больших студий до 1945 года, когда он создал свою собственную продюсерскую компанию. Он сделал свой последний фильм в 1951 году и в 1957 опубликовал автобиографию под названием I Blow My Own Horn (буквальный перевод — «Я трублю в свой рог», идиома blow one's own horn означает «хвалиться, хвастаться, нахваливать себя»).

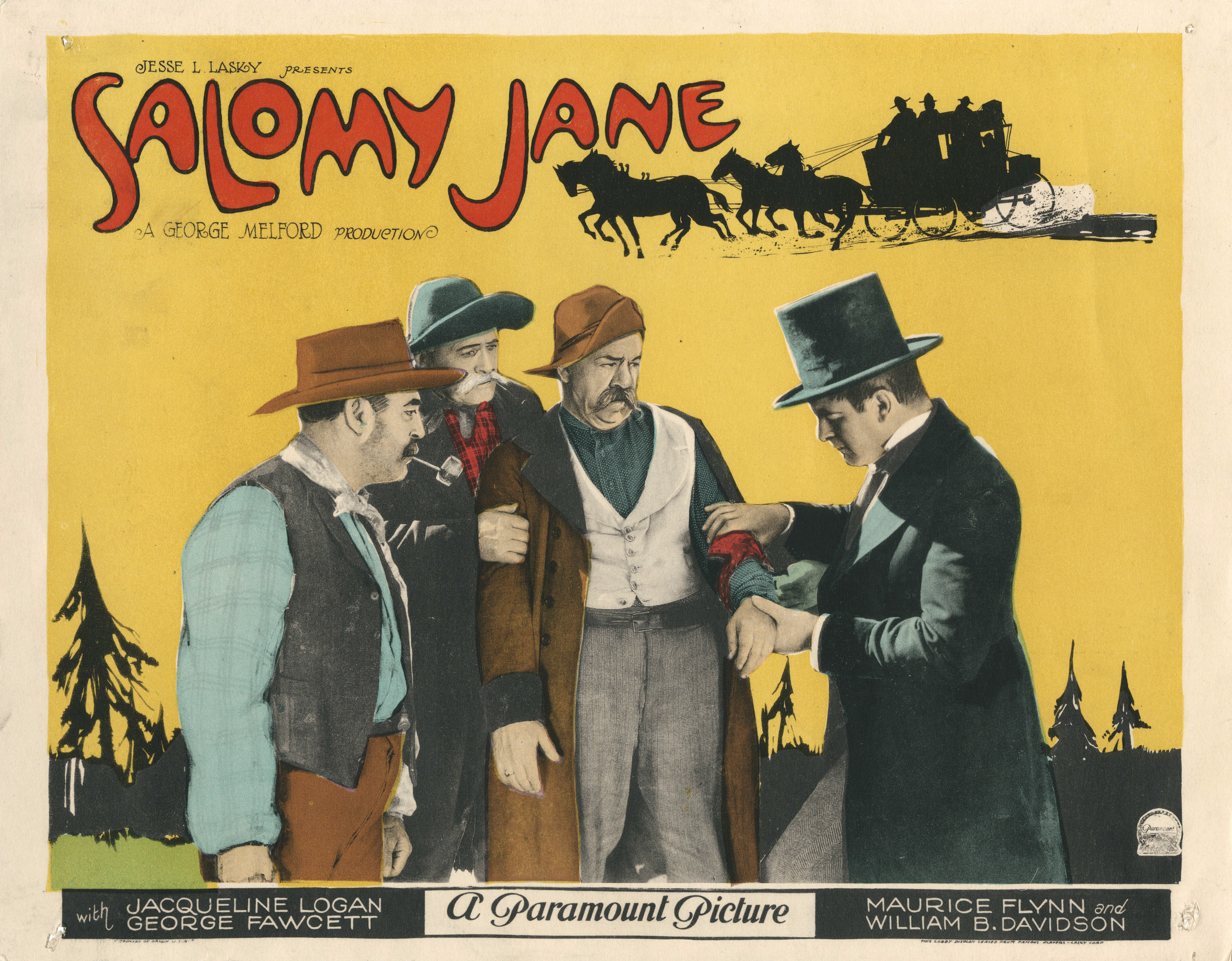
Плакат «Саломи Джейн» — вестерна, спродюсированного Джессом Ласки

Ласки умер в 1958 году в Беверли-Хиллз. Похоронен на кладбище Hollywood Forever, рядом с Paramount Studios в Голливуде.

## Семья
Жена — Бесси Ида Гинзберг (англ. Bessie Ida Ginsberg); сын — Джесси Ласки — младший.

## Наследие
За большой вклад в киноиндустрию Джесси Ласки получил свою звезду на голливудской «Аллее славы». Ласки-драйв в Беверли-Хиллз также был назван в его честь.